# Christian Kaiser (Basketballtrainer)
Christian Kaiser (* 11. April 1983) ist ein deutscher Basketballtrainer.

## Laufbahn
Als Spieler stieg Kaiser 2008 mit dem Osnabrücker SC als Meister der 1. Regionalliga Nord in die 2. Bundesliga ProB auf und gehörte auch in der ProB-Saison 2008/09 zum Osnabrücker Aufgebot. Im Spieljahr 2009/10 gehörte er zeitweilig zum Kader des Regionalligisten Uni-Riesen Leipzig.
Bereits während seiner Spielerzeit war der gelernte Sport- und Fitnesskaufmann beim Osnabrücker SC zusätzlich als Trainer tätig, betreute die zweite Damen- sowie Jugendmannschaften des Vereins. Kaiser war Co-Trainer der Osnabrücker Damen, die 2011 von der 2. in die 1. Bundesliga aufstiegen, 2012 übernahm er den Cheftrainerposten in der Bundesliga. 2014 musste er mit der Mannschaft den Abstieg in die 2. Bundesliga hinnehmen, führte sie in der Saison 2014/15 als Meister der 2. Bundesliga Nord aber postwendend in die erste Liga zurück sowie als Zweitligist ins Pokalhalbfinale. Im Anschluss an diesen Erfolg wurde Kaiser vom Internetdienst eurobasket.com zum Trainer des Jahres in der 2. Bundesliga Nord gekürt. Während seiner Zeit beim Osnabrücker SC war er ab 2014 zudem als Leiter der Basketballabteilung tätig. Nach dem Ende der Saison 2014/15 verließ er den OSC.
Im Mai 2016 trat Kaiser beim TSV Wasserburg die Stelle des Jugendkoordinators an. Dort übernahm er auch das Traineramt bei Wasserburgs zweiter Damenmannschaft in der 2. Bundesliga und arbeitete als Co-Trainer der Bundesligamannschaft.
Zu Beginn der Spielzeit 2017/18 wechselte Kaiser als Jugendtrainer zu den Gießen 46ers, im Januar 2018 kam es zur Trennung, nachdem Kaiser eine Auflösung des Arbeitsverhältnisses erbeten hatte. 2019 trat er bei der TS Jahn München eine Stelle als hauptamtlicher Jugendtrainer an. Zur Saison 2022/23 wechselte Kaiser aus München zum ASV Rott, wurde dort Damen-Trainer.
Anschließend wechselte er als Jugendkoordinator zu den Chiemgau Baskets (Dienstbeginn: 1. Juni 2023).